# John Parkin
John Parkin, é um autor conhecido por suas obras "F**k It". Deixou de viver em Londres como um executivo publicitário, para ser dono de um centro centro holístico The Hill That Breathes na região de Marche, Itália com sua esposa Gaia.

## Biografia
John C. Parkin, filho de pregadores anglicanos, percebeu que dizer "F ** k It" era tão bom quanto todas as práticas espirituais orientais que ele vinha estudando há 20 anos.
Deixou o trabalho como executivo publicitário em Londres, e partiu para a Itália, para montar o centro de retiros The Hill That Breathes, onde ele agora leciona regularmente a "F ** k It Weeks" com sua esposa Gaia.
Ele foi destaque na TV, como o The Graham Norton Show, e na imprensa britânica, incluindo The Guardian, The Observer, The Times, "Psychologies", Cosmopolitan e "Red Magazine".
John estudou literatura e filosofia na universidade, e é um estudante de longa data e praticante de filosofia oriental, taoismo, xamanismo e chi kung. Ele ensina cursos de respiração em seu centro holístico nas colinas da Toscana.

## Livros

### Livros lançados no Brasil
- Dane-se! - Quando uma Atitude Resolve (2011)
- Dane-se - Um Pequeno Livro, Uma Grande Sabedoria (2011)

### Livros lançados na Inglaterra
- F**k It - The Ultimate Spiritual Way (2008)
- The Way of F**k It (2009)
- F**k It Therapy (2012)
- F**k It is the Answer (2014)
- F**k It - Do What You Love (2016)
- F**k It - Be at Peace with Life, Just as It Is (2018)